# Église Saint-Martin de Sarcé
L'église Saint-Martin est une église située à Sarcé, dans le département français de la Sarthe.

## Historique
Les origines de l'édifice remontent au VIe siècle, mais l'église actuelle date du XIe siècle. Elle fut construite par les moines de l'abbaye Saint-Vincent du Mans dans le style roman. Elle fut vendue comme bien national à la Révolution puis rachetée par M. de Sarcé en 1791 qui en fit don à la commune.
L'édifice est inscrit au titre des monuments historiques le 22 mai 1974.

## Description

### Architecture

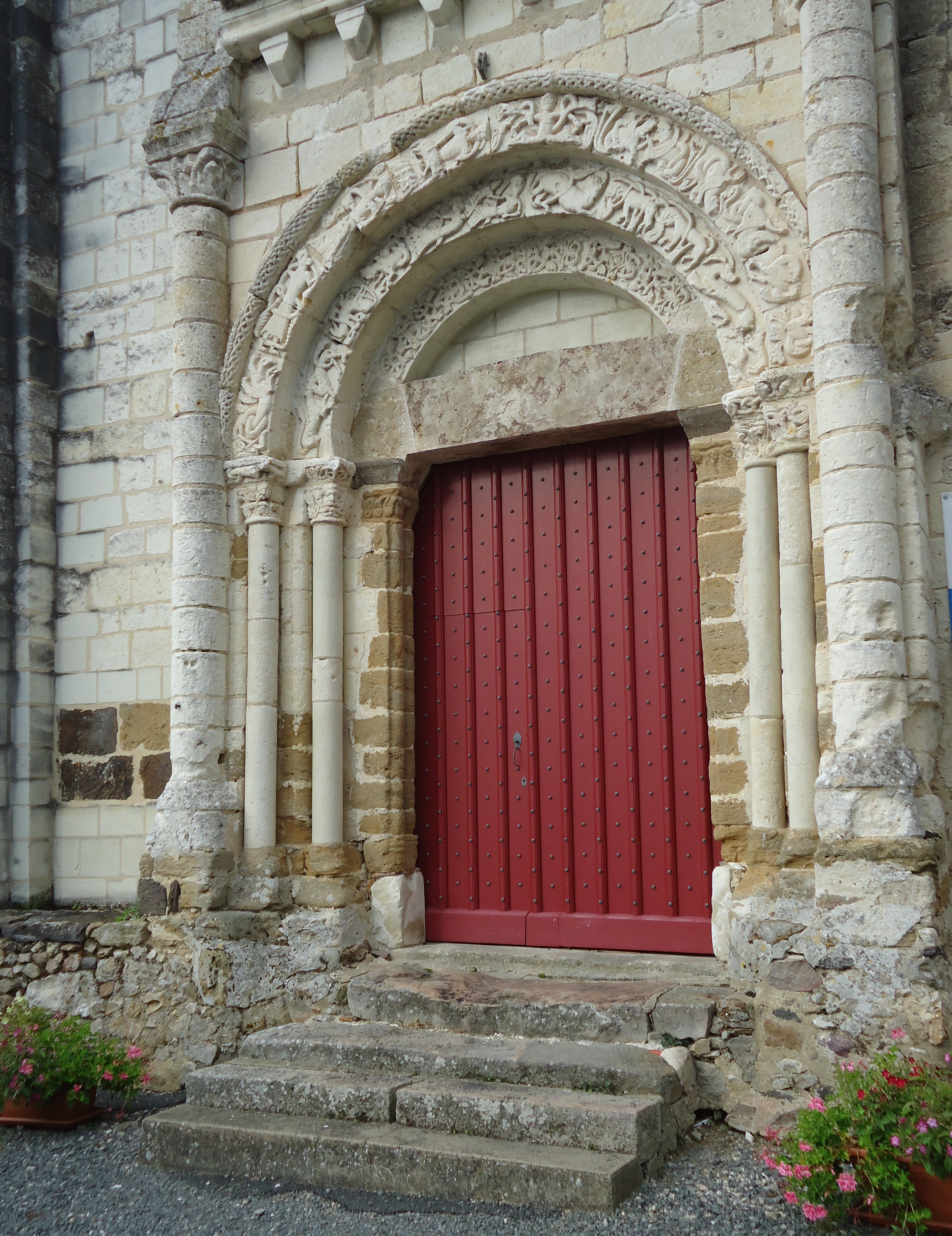
Le portail.
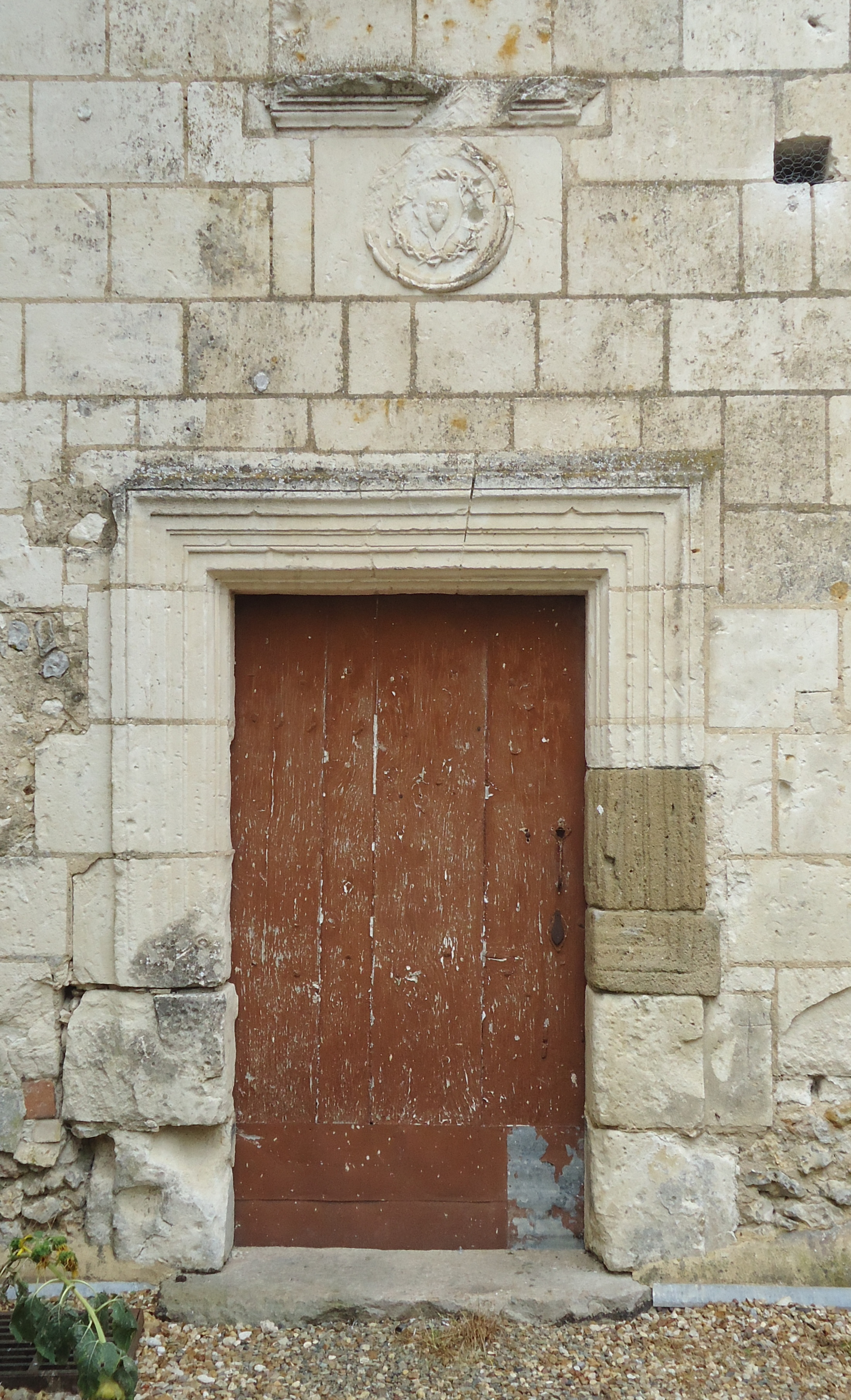
Une porte latérale.
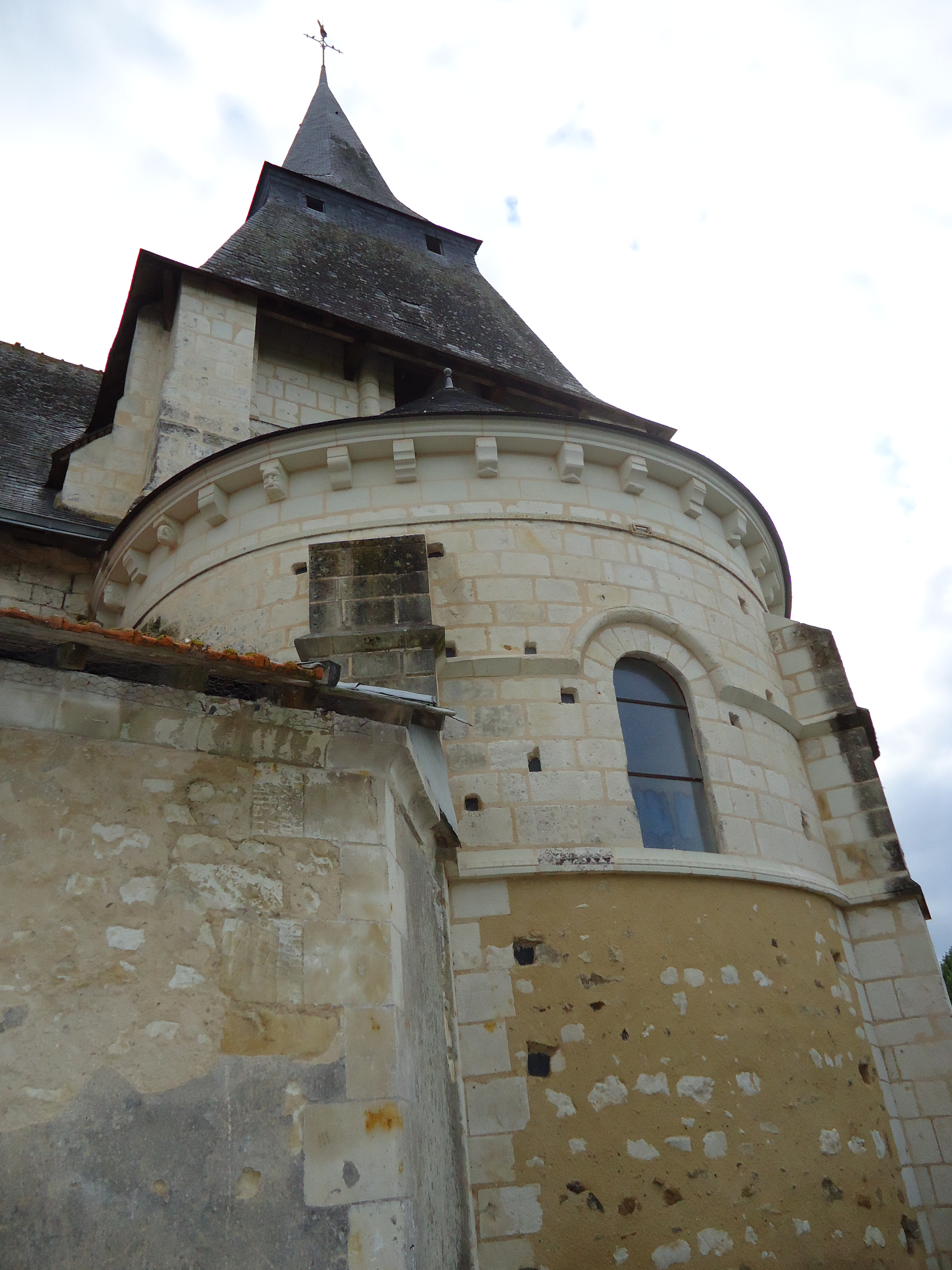
Détails du clocher.

### Décors et mobilier
L'église renferme quelques œuvres classées monuments historiques au titre d'objets :
- Un tableau de 1627, intitulé L'Institution du rosaire, du peintre François Fleuriot, classé en 1983[2].
- Un tabernacle en bois sculpté, du XVIIe ou XVIIIe siècle, classé en 1983[3].
- Un ensemble autel - retable - groupe sculpté, qui semble être du XVIIe siècle, en pierre taillée, classé en 1977[4].